# Catalunya literària
Catalunya Literària va ser una revista catalana sobre els jocs florals i la literatura, amb l'objectiu de donar visibilitat i rellevància a una modalitat artística que s'estava perdent de forma irremeiable en la societat del segle xx. El seu director va ser Antoni Ollé i Bertran (Barcelona, 3 de juny de 1902 - 24 de juliol de 1991), un periodista esportiu que va treballar a Ràdio Espanya i Ràdio Miramar.

## Primera entrega
El primer número de la revista es va publicar el 5 de juny de 1921, amb el títol de Catalunya: revista de literatura catalana. A la portada hi havia Les Mares, un poema de l'escriptor i periodista Francisco Gras i Elias, que parla de la mort i l'amor en el vincle entre les mares i els fills. El número de la revista feia homenatge a Folch i Torres. La primera pàgina era propaganda de F&A Tiffon, proveïdors de Corporacions Oficials Entitats Bancàries i grans Indústries. Es donava pas, llavors, al contingut de la revista. Els redactors van publicar una nota d'agraïment cap als lectors, on explicaven què trobarien a la revista, el perquè de crear-la i la intenció dels autors. “Les lletres catalanes, no eren llegides per ningú i el jovent, ignorava gairebé, quins eren els cabdills de nostra literatura, i això no té d'ésser” (Redacció, 1921, p.1) els lectors van llegir en aquesta nota, on es mostrava l'interès de publicar escrits per fer renéixer la curiositat i la inclinació per la literatura catalana i els autors d'aquesta terra. El primer article es va titular Jocs Florals de l'Associació d'Escriptors Novells i està signat pel nom de Pepus. La notícia parla dels Jocs Florals que va organitzar l'Associació d'Escriptors Novells el 24 d'abril de 1921 amb la intenció de “encoratjar als novells escriptors en llurs tasques” (Pepus, 1921, p.2). El jurat del concurs va estar format per Josep Granger, Josep Pons i Tió i Poal Aregall, entre d'altres, i el guanyador va ser Carles Sanahuja amb la poesia “Somnis”. L'article continuava explicant amb detall la celebració i la festa posterior, així com la gent que va participar. A més, l'autor acabava felicitant els Jocs Florals i desitjant prosperitat a l'Associació. La revista va publicar, també, la poesia guanyadora del concurs a més d'una poesia d'Antoni Ollé, dedicada als primers Jocs i llegida al brindis de la celebració.
En la pàgina 6 es va redactar l'homenatge que feia la revista a un autor diferent en cada publicació. El primer va ser Josep Mª Folch i Torres. Marcus Plata, l'escriptor d'aquest apartat, va començar l'article així: “Parlar d'en Josep Mª Folch i Torres, és parlar d'una figura catalana d'importància trascental” (Plata, 1921, p.6). L'escriptor parlava amb veneració i estima cap aquest autor i va destacar varies de les seves obres i la seva trajectòria en la literatura catalana. Després de l'article es va publicar un escrit de Folch i Torres titulat La desgràcia.
L'últim apartat de la revista tractava sobre teatre. Fidel Corbell va escriure sobre Daniel, una obra de Lluís Verneuil que s'estrenava al teatre Tívoli la nit del Corpus. L'autor es va centrar en la cantant i actriu Saarah Bernhardt, una veu que descriu amb dedicació i fanatisme. L'autor acabava l'article amb la seva opinió enfront l'espectacle i en concret, sobre Bernhardt: “Jo, humil admirador seu, des d'aquestes ratlles l'hi dedico el meu sincer homenatge” (Corbell, 1921, p.7).
El primer número de la revista de literatura catalana va tancar amb publicitat i una última pàgina on es va descriure el contingut de les pàgines i el que els lectors podien trobar.

## Canvis i evolució de la revista
La segona entrega de la revista va canviar el seu nom a Catalunya Literària Revista Catalana. S'estampaven a casa Tiffon (carrer d'en Guàrdia, 9) i les pàgines es dividien en dues columnes, en un format de 242 x 168 mm.
Les impressions van durar tres anys, fins que la redacció va publicar l'últim número el 25 de febrer de 1923, el número 34.

## Estructura de la revista
L'estructura de la revista era sempre la mateixa, tot i que a mesura que van anar avançant els anys, l'estètica d'aquesta es va renovar.
La portada estava distribuïda en diverses parts, com s'ha esmentat anteriorment. En la part superior estava inscrit els anys que tenia la revista i el número de publicació. A sota, el nom de la revista i després una peça literària i la dedicació del butlletí a algun autor català. Finalment, el preu de la revista, que era de 25 cèntims. Tota aquesta informació estava envoltada per filigranes i un escut, símbol del seminari.
El cos de la revista s'iniciava sempre amb una o dues pàgines de propaganda pròpia de la regió, així com les últimes, que donava pas a informació sobre els Jocs Florals, concursos i els seus guanyadors, juntament amb el fragment que havien presentat al certamen. A la revista els lectors també trobaven una dedicatòria a autors reconeguts de Catalunya i informació sobre altres expressions artístiques com el teatre o la música, entre d'altres.